# Deptford Bridge (DLR)
Deptford Bridge (en anglais : Deptford Bridge DLR Station), est une station de la branche sud de la ligne de métro léger automatique Docklands Light Railway (DLR), en zones 2 et 3 Travelcard. Elle donne sur la Blackheath Road, à Deptford, dans le borough royal de Greenwich sur le territoire du Grand Londres.

## Situation sur le réseau

Plan de la ligne du métro léger DLR.

Située en surface, Deptford Bridge est une station de la branche sud de la ligne de métro léger Docklands Light Railway. Elle est établie entre les stations Greenwich, au nord, et Elverson Road, en direction du terminus sud Lewisham,. Elle est en zone 2 et 3 Travelcard.
La station dispose de deux voies encadrées par deux quais latéraux.

## Histoire
Deptford bridge  est mise en service le 20 novembre 1999.

## Service des voyageurs

### Accès et accueil
Donnant sur la Deal's Gateway Blackheath Road, la station est accessible aux personnes à la mobilité réduite.

### Desserte
Deptford Bridge est desservie par les rames des relations Stratford -  Lewisham aux heures de pointe, et Bank - Lewisham,.

Installations et desserte
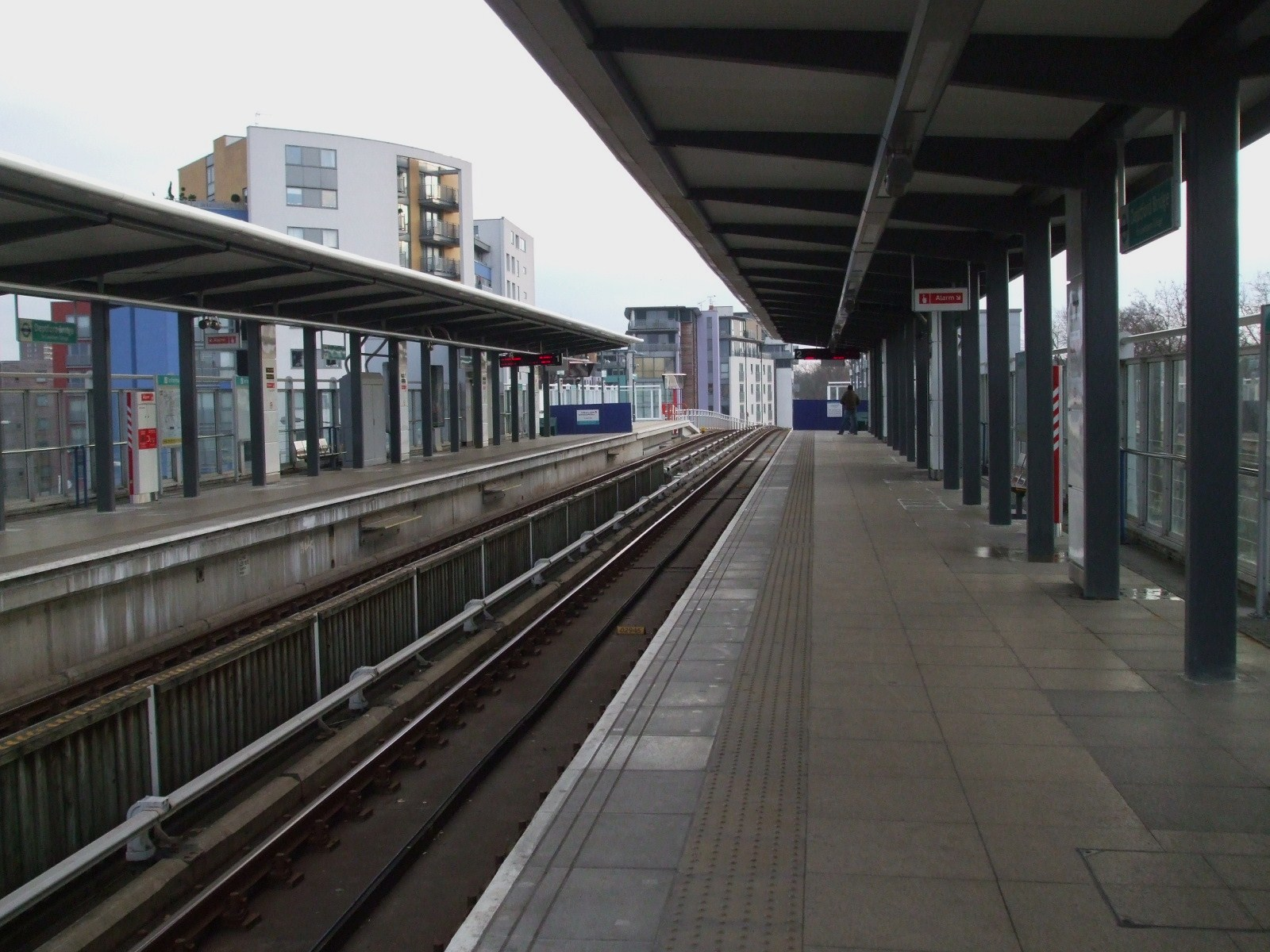
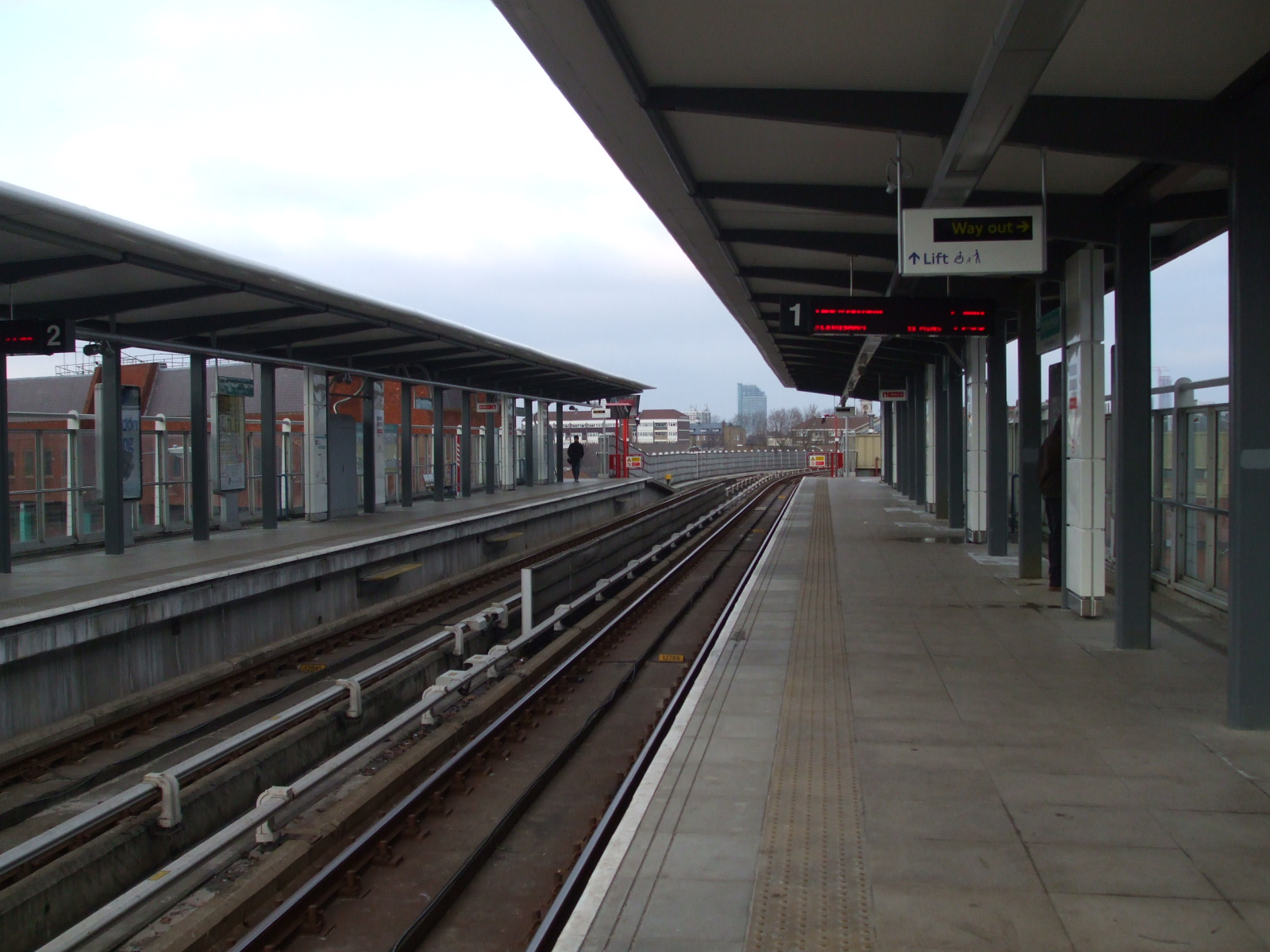
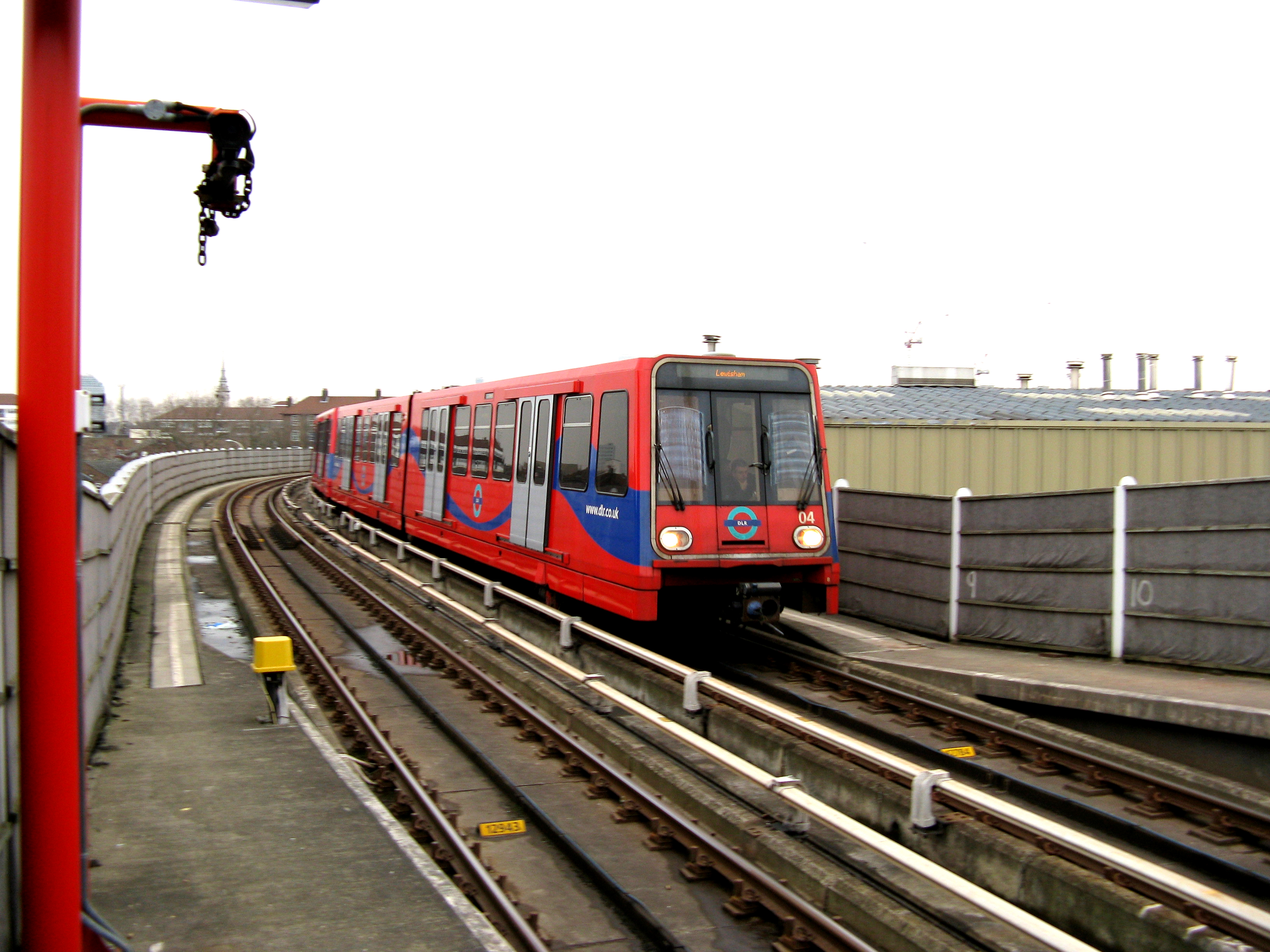

### Intermodalité
La station est desservie par les Autobus de Londres des 453,53,177 en journée, 453 N89 et N53 en soirée.